# Nagari Kamang Mudik
Nagari Kamang Mudik is een bestuurslaag in het regentschap Agam van de provincie West-Sumatra, Indonesië. Nagari Kamang Mudik telt 10.363 inwoners (volkstelling 2010).